# 十八姑娘
《十八姑娘》是一系列歌曲的概稱，該歌曲的最初已知版本為鄧雨賢與周添旺所創作的《黃昏愁》，其較著名的後續及衍生作品有日語歌曲《蕃社の娘》、華語歌曲《姑娘十八一朵花》、台語歌曲《十八姑娘》、粵語歌曲《姑娘十八似花嬌》、客語歌曲《十八姑娘》、台語歌曲《新十八姑娘》、原住民歌曲武勇達印2016年泰雅語版本《泰雅姑娘》等。

## 歷史

### 創作初期
1936年(昭和十一年)3月，周添旺寫成臺灣話歌詞《黃昏愁》，並委託鄧雨賢作曲；完成後，因該曲音域寬廣不易歌唱，難以在古倫美亞唱片旗下歌星中尋得合適演唱者，該曲遲遲沒有被公開發表。
1939年1月，鄧雨賢受古倫美亞唱片負責人栢野正次郎推薦，前往株式会社日本蓄音器商会東京總社任職。不久，鄧雨賢以唐崎夜雨為筆名創作出《鄉土部隊の勇士から》（後由莊啟勝重填詞為《媽媽我也真勇健》，並由文夏歌唱灌錄）及《月のコロンス》（後由文夏改編為《月光的海邊》）；由於前述二曲受到歡迎，株式会社日本蓄音器商会再度委請鄧雨賢替聲樂歌手サワ・サツカ（原名佐塚佐和子，霧社事件遇害警官佐塚愛佑之女，霧社泰雅族白狗群總頭目之外孫女，在霧社事件後前往日本求學，並在畢業於東京音樂學校後加盟株式会社日本蓄音器商会）創作歌曲。隨後，鄧雨賢將《黃昏愁》的曲譜交由栗原白也作詞；栗原白也於是參考佐塚佐和子年少時的生活環境，創作出日語歌曲《蕃社の娘》。

### 翻唱作品
1950年代中，周藍萍改編《蕃社の娘》並重新填上國語歌詞，作出《我是山地小姑娘》並交由薇莉演唱灌錄。1959年，香港百代唱片周藍萍選取《蕃社の娘》，並委託莊奴以其為基礎寫成國語歌曲《姑娘十八一朵花》，再由旗下歌手劉韻演唱灌錄。1960年(民國四十九年)，文夏將《姑娘十八一朵花》翻譯為台語歌曲《十八姑娘》，並與文夏四姐妹合唱團為亞洲唱片灌錄唱片。1966年，柳生將原曲填詞為粵語歌曲《姑娘十八似花嬌》，並由陳寶珠及呂奇共同演唱，成為香港電影《姑娘十八一朵花》主題曲之一。
2000年代，瑞典歌手索菲婭·格林將《十八姑娘一朵花》改編為英語歌曲Secret Place。
2010年代，謝宇威等人又將原曲填詞成客語歌曲《十八姑娘》，范宗沛也將原曲重新編曲為提琴演奏曲《番社姑娘》（英語：The Girl from the Savage Village (Contemporary Poetic Adaptations)），陳明章也將《十八姑娘》改編為台語歌曲《新十八姑娘》。
2016年代，原住民創作歌手武勇達印也將《十八姑娘一朵花》原曲填詞成原住民泰雅語歌曲《泰雅姑娘Kneril Tayal》。

## 外部鏈結
- 蕃社の娘- 臺灣音聲一百年（页面存档备份，存于）
- 鄧雨賢手稿–蕃社の娘- 臺灣音聲一百年（页面存档备份，存于）
- 佐塚佐和子歌「蕃社の娘」及び「想い出の蕃山」覚書(九訂稿)（页面存档备份，存于）（日語）